# Clay Tucker
Clay Javen Tucker (Lima, Ohio, Estados Unidos, 14 de junio de 1980) es un exjugador de baloncesto estadounidense. Jugaba de escolta.

## Trayectoria
Jugó cinco temporadas en la Universidad de Milwaukee de la NCAA. En 2003 llegó a Europa al fichar por los Sundsvall Dragons de Suecia. En 2004 jugó en los Southern Crescent Lighting de la WBA, equipo con el que fue campeón. Tras esa temporada, fichó por los Utah Snowbears de la American Basketball Association. Tras una breve aparición en la liga griega jugando en el MENT B. C. Vassilakis regresó a los EE. UU. donde jugó dos temporadas en los Arkansas RimRockers de la NBA Development League, participando en el All-Star y batiendo el récord de anotación, con 51 puntos en 2007. Tanto en la temporada 2005-06 como en la 2006-07 formó parte del equipo All D-League.
En 2007 realizó su salto definivo a Europa al fichar por el Siviglia Wear Teramo de Italia. En 2008 fue traspasado al Club de Baloncesto Jimki por 500.000 dólares; en el equipo ruso ganó la Copa de Rusia de Baloncesto y disputó la final de la Superliga de baloncesto de Rusia frente al PBC CSKA Moscú, aunque finalmente su equipo cayó derrotado en tres partidos.
Al año siguiente fichó por el B. C. Kiev de Ucrania, equipo con el que llegó a la final de la Copa de Ucrania de Baloncesto, cayendo derrotado frente al Azovmash Mariupol el 15 de febrero de 2009. Tras la derrota en la final de Copa y no haberse podido clasificar para la Eurocopa de la FIBA a principios de temporada, el equipo prescindió de seis jugadores, entre ellos Tucker. Ese mismo mes fue fichado por el Cajasol de la ACB de España, donde jugó 11 partidos, con 17,5 puntos por partido de media. En la jornada 28 de la Liga ACB 2008-09, en su quinto partido con el Cajasol, Tucker anotó 37 puntos y logró 39 puntos de valoración en la victoria de su equipo frente al Pamesa Valencia en el Pabellón Fuente de San Luis de Valencia, y fue designado como MVP de la jornada. Además se trataba de la cuarta mejor anotación en el club en su historia en la ACB. Tras finalizar su contrato en junio de 2009, Tucker participó en la Liga de verano de la NBA de 2009 celebrada en Las Vegas con Detroit Pistons. El 30 de julio fichó por el DKV Joventut, también de la ACB. En la pretemporada para la Liga ACB 2009/10, Tucker fue elegido por sus compañeros del DKV como capitán del equipo, además de ser el máximo anotador del equipo en la pretemporada, con 18,63 puntos por partido. En marzo de 2010 viajó a Las Vegas en plena temporada de la ACB para asistir al nacimiento de su hijo en los Estados Unidos.
El 22 de julio de 2010 se hizo público el acuerdo entre el jugador y el Real Madrid para que el jugador perteneciera a la disciplina del club blanco hasta el final de la temporada 2011-12, siendo cortado al final de la temporada 2010-2011. El 27 de julio de 2012 llega a un acuerdo por una temporada con el Valencia Basket, pero deja el equipo algunos días después por motivos personales. En enero de 2013 ficha un acuerdo con el equipo turco Hacettepe University hasta el final de la temporada.
Su última experiencia como profesional fue en la Liga Nacional de Básquet de Argentina, jugando para el Estudiantes Concordia entre enero y abril de 2018.

## Méritos individuales
- MVP de la jornada 17 en la temporada 2009/10 de la liga ACB.
- MVP del mes de diciembre de la temporada 2009/10 de la liga ACB.